# Taunton
Taunton [ˈtɔːntən] ist der Hauptort und Verwaltungssitz der Unitary Authority Somerset in England. Der Ort liegt im Taunton-Deane-Tal und ist von den Hügeln der Quantock Hills, Black Downs und Brendons umgeben. Die Gründung erfolgte im Jahr 710 durch den angelsächsischen König Ine. Es wird aber vermutet, dass es in der Nähe schon vorher ein britisch-römisches Dorf gab. Der Name des Ortes leitet sich von Town on the river Tone oder Tone Town ab.
Der Ort hat mit seinen Umlandgemeinden 58.241 Einwohner (Stand: 2001), wobei gemäß Schätzung von 2002 auf die Stadt selbst 44.050 Einwohner entfallen. Damit ist sie die größte Stadt Somersets.
Von 1974 bis 2019 war Taunton Verwaltungssitz des Bezirks Taunton Deane.

## Kultur
Zu den Sehenswürdigkeiten gehören die früheren, denkmalgeschützten Armenhäuser der Stadt: die im 17. Jahrhundert erbauten „Gray's Almshouses“ an der East Street und die „St Margaret's Almshouses“, die ursprünglich im 12. Jahrhundert Bestandteil einer Leprakolonie waren. Weitere Sehenswürdigkeiten sind Taunton Castle, die  „Mary Street Unitarian Chapel“ und die Kirche St Mary Magdalene in der Nähe des Stadtzentrums.
Der Ort verfügt über ein Theater und ein Museum für Stadtgeschichte, das im ehemaligen Schloss untergebracht ist.

## Wirtschaft und Verkehr
Bekannt ist Taunton für seinen trockenen Cider der Somerset Cider Brandy Company. Außerdem gehört das sehenswerte King’s College Taunton am Stadtrand zu den besten britischen Privatinternaten. Als Hauptort ist die Stadt neben Bridgwater auch der zentrale Einkaufsort der Region. Es gibt dort einen Wochenmarkt.
Die Stadt ist Sitz des United Kingdom Hydrographic Office.
Der Ort ist über die M5 (Wolverhampton/Birmingham–Bristol–Exeter) und die Eisenbahnhauptstrecke von London/Bristol nach Exeter/Penzance gut an den Rest des Landes angebunden. Zudem ist die Stadt mit regelmäßigen Linienbussen von großen Zentren des Landes erreichbar. Die nächsten Verkehrsflughäfen sind die von Bristol und Exeter.

## Partnerstädte
Partnerstädte sind Königslutter am Elm in Deutschland und Lisieux in Frankreich.

## Sonstiges
Von 1927 bis 1936 besuchte der Science-Fiction Autor Arthur C. Clarke die Huish's Grammar School in Taunton.
Der Ort spielt des Öfteren eine (Neben-)Rolle in Literatur und Filmen. Das ist z. B. der Fall in Per Anhalter durch die Galaxis von Douglas Adams oder britischen Comedy Serien wie Monty Python’s Flying Circus ("historically, Taunton was always a part of Minehead"), Blackadder und Vic Reeves.
Taunton war unter anderem einer der Austragungsorte der Cricket World Cups 1983, 1999 und 2019, sowie der ICC Women’s World Twenty20 2009.

## Persönlichkeiten

### Söhne und Töchter der Stadt
- Richard Mico (1590–1661), Komponist
- Charles Alfred Ballance (1856–1936), Neurochirurg
- Hugh Trenchard, 1. Viscount Trenchard (1873–1956), Marshal of the Royal Air Force
- Harry Corner (1874–1938), Cricketspieler
- Frederick Copleston (1907–1994), Jesuit und Philosoph
- Sheila Kitzinger (1929–2015), Sozialanthropologin
- Brian Sandy (* 1932), Radrennfahrer
- Geoffrey West (* 1940), Physiker
- Pattie Boyd (* 1944), Fotomodel, das mit George Harrison (1966 bis 1977) und mit Eric Clapton (1979 bis 1985) verheiratet war
- Jenny Agutter (* 1952), Schauspielerin
- Richard Lintern (* 1962), Schauspieler
- James Purefoy (* 1964), Schauspieler
- Mark Pritchard (* 1971), Musiker, DJ und Labelbetreiber
- Jeremy Wright (* 1972), Rechtsanwalt und Politiker
- Adam Pengilly (* 1977), Skeletonpilot und Sportfunktionär
- Chris Buncombe (* 1979), Automobilrennfahrer
- Emma Fowler (* 1979), Biathletin
- Edward Ling (* 1983), Sportschütze
- Ciara Michel (* 1985), Volleyballspielerin
- Tom Austen (* 1988), Schauspieler
- Greg Draper (* 1989), neuseeländischer Fußballspieler
- Jos Buttler (* 1990), Cricketspieler
- Charlie Clough (* 1990), Fußballspieler
- Daniel Armstrong (* 1997), schottischer Fußballspieler
- Rebecca Wilde (* 1997), Ruderin
- Tommy Conway (* 2002), englisch-schottischer Fußballspieler

### Bekannte Personen der Stadt
- David Henry Wilson (* 1937), Kinder- und Jugendbuchautor
- Justin Pipe (* 1971), Dartspieler
- Juno Temple (* 1989), Schauspielerin